# Villa Molin
Villa Molin je benátská vila u Padovy, v oblasti Mandria, kterou pro benátského šlechtice Nicolò Molin navrhl Vincenzo Scamozzi (1548–1616), architekt a scénograf z Vicenzy (1548–1616), jenž působil ve Vicenze a v celé oblasti Benátské republiky. Scamozzi byl zde nejvýznamnějším architektem mezi Andreou Palladiem a Baldassarem Longhenou (mezi Scamozziho nejvýznamnější díla patří Procuratie Nuove na náměstí svatého Marka a kostel San Nicolò da Tolentino, který ho proslavil mezi benátskými patriciji včetně rodiny Molin). Vila byla dokončena v roce 1597.
Vila Molin se vyznačuje čtvercovým centrálním půdorysem a je zjemněna elegantním pronaem s jónskými sloupy s výhledem na kanál Battaglia. Půdorys vily vykazuje mimořádnou geometrickou soudržnost založenou na čtverci, který určuje tvar vily i centrální haly. Zvláště zřetelná je struktura objemů, členěná v hlavním bloku, střecha vycházející z centrální haly a lodžie nad řekou. Ta je skutečnou otevřenou halou, jakousi zvonkohrou, z níž lze obdivovat venkovní krajinu, ale bez schodů, po nichž by se dalo sejít dolů. Centrální hala je majestátní, tvořená dvěma překrývajícími se krychlemi, jakýmsi venkovním nádvořím, které shora neosvětluje okulus, ale čtyři velká termální okna. Přízemí je samo o sobě kompletní stavbou, členěnou kolem rozlehlého čtvercového sálu s virtuózní sníženou klenbou.

## Historie
Vila má svůj původ ve feudálních dobách. Údajně se nachází na místě hradu Mandria, který nechal v roce 905 postavit Gauslino Transalgardi na pozemcích, které jeho rodina ovládala jako hrabata od roku 775. V roce 1183 potvrdil císař Fridrich Barbarossa privilegia Transalgardů jedné z jejich odnoží, Forzatè Capodilista. V listině z roku 1470 se uvádí, že Gabriele Capodilista odkázal své manželce Romee „Domus magna, cum corte horto, bruolo, gastaldia [...] in villa Mandria propte pontem altum“ („Velký dům se zahradou ve vnitrobloku, loukou, gastaldií [...] ve vesnici Mandria, blízko vysokého mostu"). V polovině následujícího století rodina Capodilistů přestavěli vesnický kostel a při této příležitosti i samotné sídlo. Ve stejné době začala v Mandrii nakupovat majetek benátská patricijská rodina Molin, často od samotných Capodilistů. Již v roce 1550 prohlásili, že vlastní „casa di muro e brolo per uso“ („zděný dům a sad k užívání“).

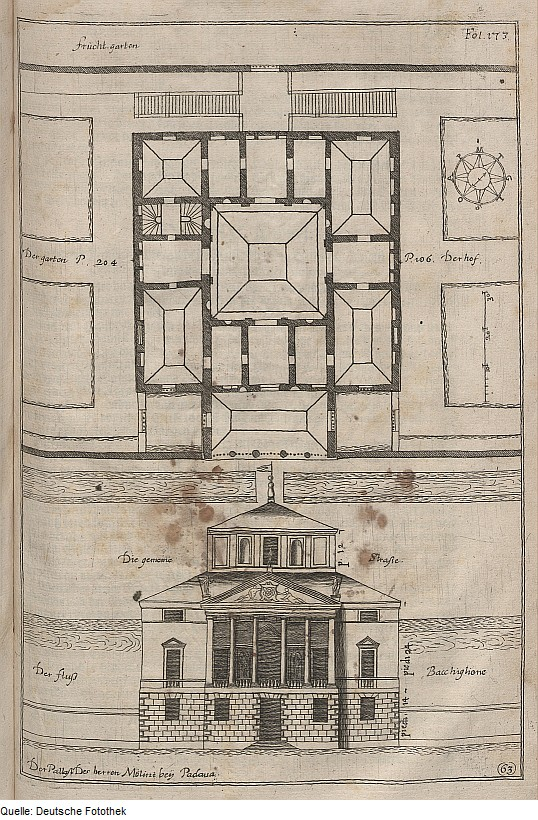
Mědirytina zobrazující Villu Molin (1697; Stephan Rolck).

Pozemek, který se skládal z padesáti dvou polí ležících mezi Mandrií a Abano Terme, vlastnila v roce 1582 Donna Elena, vdova po Vincenci Molinovi. Když si zde Nicolò přál postavit vilu pro letní využití, která by odpovídala postavení rodiny, bylo přirozené obrátit se na Scamozziho, prvního mezi benátskými architekty v terrafermě od Palladiovy smrti v roce 1580.
V roce 1597 pověřil Nicolò Molin di Vincenzo na vrcholu své kariéry velvyslance Benátské republiky architekta Vincenza Scamozziho, aby navrhl venkovské sídlo hodné jeho rodiny. Pracovní a reprezentační potřeby rodiny Molin vyžadovaly vilu, která dominovala krajině a byla v těsném kontaktu s řekou. K uctění slávy rodiny byl vybrán nejprestižnější architekt té doby v Benátkách, Vincenzo Scamozzi. Práce na projektu byly zahájeny, ale v roce 1608 objednavatel náhle zemřel. Komplex se tak díky předkupnímu právu vrátil do rukou Capodilistů. V roce 1684 odkázala Sigismonda Capodilista vilu svým synům Naimerovi a Piovi Contiovým, jejichž rodině zůstala až do roku 1768, kdy zemřel Carlo Vincenzo Conti. V té době prodal likvidátor Giovanni Belli vilu Caterině Sagredo Barbarigo, ale o několik let později ji koupil Antonio Capodilista. Tak se vrátil svým původním majitelům (kterým vděčíme za radikální obnovu dokončenou v roce 1777) a v roce 1778 přešel dědictvím na rodinu Emo (nazývanou Emo Capodilista podle sňatku Leonarda Ema a Beatrice Capodilisty).
Po roce 1812 změnila vila několikrát své majitele a na počátku 90. let 19. století prošla střecha, fresková centrální klenba a vnější doplňky, jako jsou mramorové omítky, kamenické práce a sochy, konzervativním restaurováním. Přístavba přešla na rodinu Giusti del Giardino, která ji přeměnila na dnešní blízkou vilu Giusti.
Během první světové války sloužila vila Molin jako velitelství a byla místem předběžných mírových rozhovorů, které vedly po několikadenním jednání (ve vile Molin) k podpisu rakousko-italského příměří v sousedící vile Giusti 3. listopadu 1918.
V roce 1955 byla vila Molin koupena a znovu obnovena průmyslníkem Iginio Koflerem, který formální italské zahrady obehnané zdí znovu osázel záhony s buxusy a který inicioval provedení nových restaurátorských prací.

## Vila
Štukovaná stavba je postavena na dokonale čtvercovém půdorysu, vyvýšená na vysokém rustikovaném servisním suterénu s jónským portikem, vyzdvižená vysoko nad veřejnou vlečnou stezku a obrácená ke kanálu. Toto primární průčelí vily připomíná vilu Rotonda od Andrea Palladio nebo vilu Foscari (zvanou "La Malcontenta"). Pevné strany portiku jsou prolomeny velkými obloukovitými otvory, které v letních vedrech zajišťují dodatečný příčný průvan.
Ostatní fasády vily jsou jednoduše traktované a harmonicky symetrické, s centrálními serlianskými okny, završenými obdélníkovou lucernou tvořenou vysokou kubickou centrální salou, která se zvedá středem střechy, osvětlenou trojdílnými lunetovými okny na každé straně. Takto uzavřená velká centrální místnost je vyzdobena freskami s trompe-l'œilovými nikami, sloupy a balustrádami a je lemována symetricky uspořádanými menšími a nižšími soudkovitě zaklenutými místnostmi, které jsou propojeny velkorysými klenutými otvory. Vzniká tak členitý centrální přijímací prostor ve tvaru řeckého kříže. Z vestibulů se přechází do intimnějších prostorů v řadě krychlí, dvojkrychlí a obdélníků "zlatého středu", charakteristických pro půdorysy vil z 16. století.

## Park

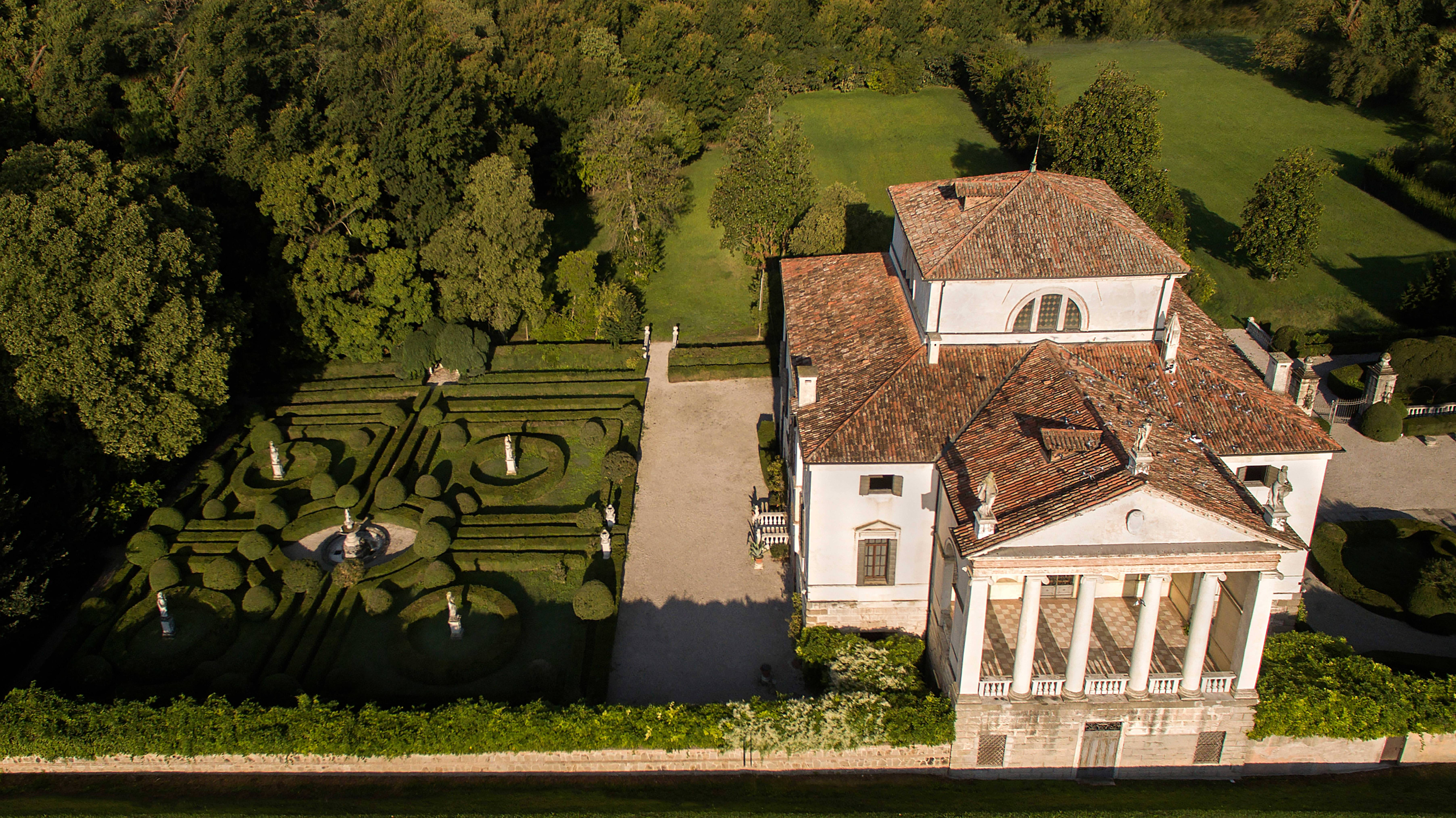
Letecký pohled na Vilu Molin.

Zahrada vily Molin, která je považována za jeden z nejkrásnějších historických parků, má rozlohu 3,3 hektaru a je obehnána vysokým plotem. Byla postavena v italském stylu se zimostrázovými alejemi a sochami a vychází z původního návrhu Vincenza Scamozziho.
V romantické zahradě rostou staleté rostliny a v době, kdy vilu obýval Igino Kofler, měla tenisový kurt a tři golfové jamky.